# Граф Хватала
Граф Хватала — неориентированный граф с 12 вершинами и 24 рёбрами, открытый Вацлавом Хваталом в 1970 году.

## Свойства
Граф не содержит треугольников — его обхват (длина наименьшего цикла) равен четырём. Граф 4-регулярен — каждая вершина имеет в точности четыре соседа. Хроматическое число графа равно 4 — его можно раскрасить в четыре цвета, но нельзя в три. Как обнаружил Хватал, это минимальный 4-цветный 4-регулярный граф без треугольников. Меньшим 4-цветным графом без треугольников является граф Грёча,
имеющий 11 вершин, но он имеет максимальную степень 5 и не регулярен.
Граф не является вершинно-транзитивным — группа автоморфизмов имеет только одну орбиту вершин длиной 8 и одну длиной 4.
По теореме Брукса любой {\displaystyle k}-регулярный граф (за исключением нечётных циклов и клик) имеет хроматическое число, не превосходящее {\displaystyle k}. Также, благодаря Эрдёшу, с 1959 известно, что для любых {\displaystyle k} и {\displaystyle l} существуют {\displaystyle k}-цветные графы с обхватом {\displaystyle l}. Исходя из этих двух результатов и некоторых примеров, включая граф Хватала, Бранко Грюнбаум в 1970 высказал гипотезу, что для любых {\displaystyle k} и {\displaystyle l} существует {\displaystyle k}-цветный {\displaystyle k}-регулярный граф с обхватом {\displaystyle l}. Граф Хватала даёт решение этой гипотезы для случая {\displaystyle k} = {\displaystyle l} = 4. Гипотеза Грюнбаума была опровергнута для достаточно большого {\displaystyle k} Йохансеном, который показал, что хроматическое число графов без треугольников равно {\displaystyle O(\Delta /\log \Delta )}, где {\displaystyle \Delta } — максимальная степень вершин, а {\displaystyle O} означает «O» большое. Несмотря на это опровержение, остаётся интересной задача поиска примеров {\displaystyle k}-цветных {\displaystyle k}-регулярных графов с малыми значениями {\displaystyle k} и большим обхватом.
Альтернативная гипотеза Брюса Рида утверждает, что не имеющие треугольников графы с высокой степенью вершин должны иметь существенно меньшее хроматическое число по сравнению со степенью, и более обще, что графы с максимальной степенью {\displaystyle \Delta } и максимальной кликой размера {\displaystyle \omega } должны иметь хроматическое число:
{\displaystyle \chi (G)\leqslant \left\lceil {\frac {\Delta +\omega +1}{2}}\right\rceil }.
Случай {\displaystyle \omega =2} этой гипотезы следует для достаточно больших {\displaystyle \Delta } из результата Йохансена. Граф Хватала показывает, что округление вверх в гипотезе Рида существенно, поскольку для графа Хватала {\displaystyle (\Delta +\omega +1)/2=7/2}, что меньше хроматического числа, но становится ему равным при округлении вверх.
Граф Хватала гамильтонов и играет ключевую роль в доказательстве Фляйшнера и Сабидусси , что проверка, можно ли раскрасить гамильтонов граф без треугольников в три цвета, является NP-полной задачей.
Характеристический многочлен графа Хватала равен {\displaystyle (x-4)(x-1)^{4}x^{2}(x+1)(x+3)^{2}(x^{2}+x-4)}. Многочлен Татта графа Хватала был вычислен в 2008 году.
Число независимости графа равно 4.

## Галерея

Хроматическое число графа Хватала равно 4.
Хроматический индекс графа Хватала равен 4.
Граф Хватала гамильтонов.
Альтернативный рисунок графа Хватала.